# Osmia tricornis
Osmia tricornis är en biart som beskrevs av Pierre André Latreille 1811. Osmia tricornis ingår i släktet murarbin, och familjen buksamlarbin. Inga underarter finns listade i Catalogue of Life.